# Fritz Neidholdt
Fritz Neidholdt (16 novembre 1887 - 5 mars 1947) est un generalleutnant allemand de la Wehrmacht pendant la Seconde Guerre mondiale. Il est surtout connu pour avoir été, de 1942 à 1944, commandant de la 369e division d'infanterie, une unité composée de personnels croates avec des cadres allemands, connue pour sa brutalité et surnommée la « division du Diable ». En 1947, il est extradé vers la Yougoslavie où il est reconnu coupable de crime de guerre, condamné à mort et exécuté.

## Biographie
Il naît à Sankt Kilian près de Schleusingen, à l'extrémité sud de la forêt de Thuringe au centre-est de l'Allemagne, son père est pasteur protestant. Il rejoint l'armée royale prussienne le 30 août 1907 en tant que cadet (Fahnenjunker).
Au début de la Première Guerre mondiale, Neidholdt et son régiment sont envoyés sur le front de l'Ouest, où il participe au siège de Namur. Début 1915, son unité combat les forces impériales russes près de Bzura. Entre mars 1915 et avril 1917, il sert à divers postes sur le front de l'Est. Après que la Reichswehr est devenue la Wehrmacht, il prend sa retraite de l'armée le 21 mai 1935. Le 1er décembre 1938, il se réengage comme officier et au printemps 1940, il commande un régiment sur le front occidental puis un régiment d'infanterie pendant une courte période en Pologne, avant de se retrouver sur la liste de réserve du haut commandement de l'armée.

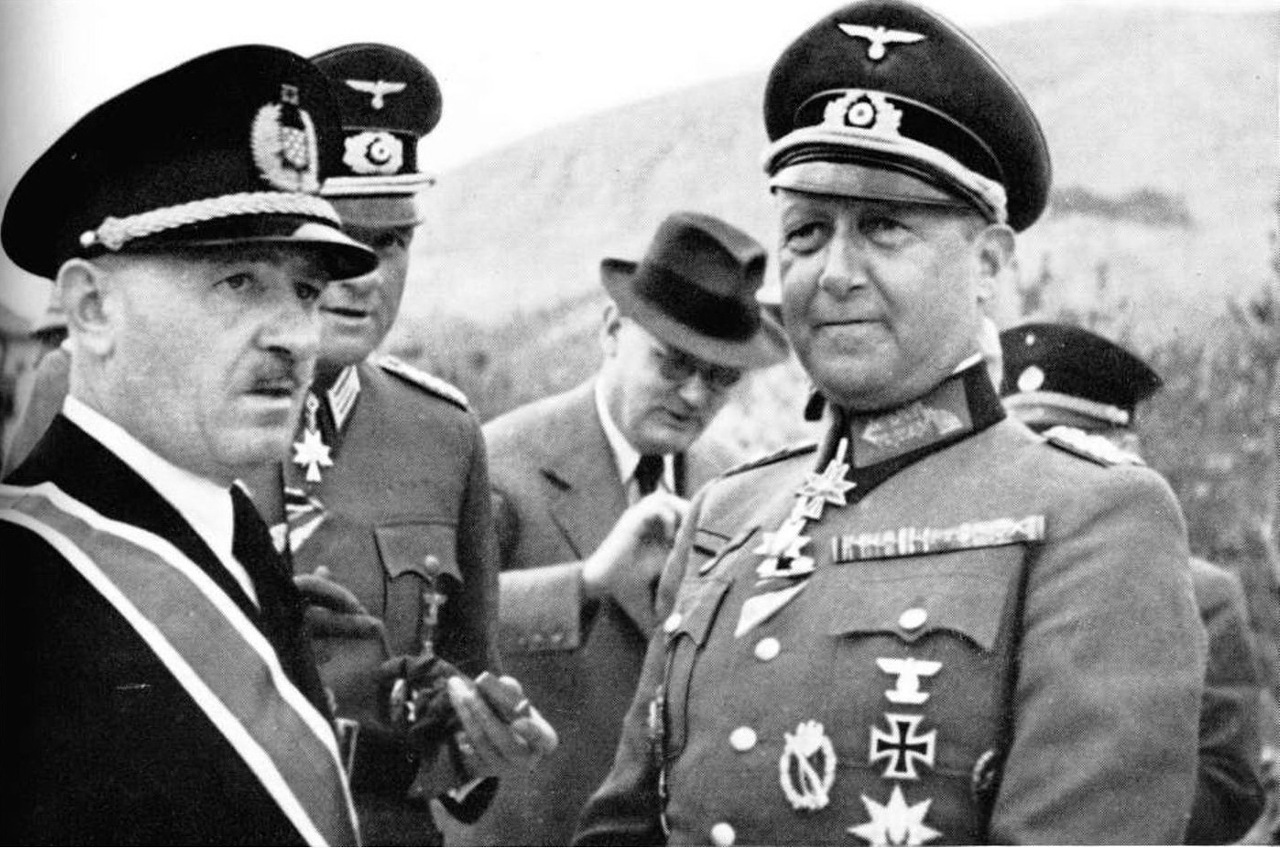
Fritz Neidholdt (à droite) avec le Premier ministre croate Nikola Mandić.

Le 1er octobre 1942, Neidholdt est promu général de division et nommé commandant de la nouvelle 369e division d'infanterie, une unité composée de volontaires de l'État indépendant de Croatie et de cadres allemands, basée en Yougoslavie. La division commence sa formation à Stockerau, en Autriche, avec les survivants du 369e régiment croate et de nouveaux volontaires de Croatie. Elle adopte le nom de division du Diable, en référence au surnom de la 42e division d'infanterie domobranska (en) de l'armée austro-hongroise pendant la Première Guerre mondiale. L'unité est déployée dans les Balkans contre les partisans yougoslaves au début de 1943, au lieu du front de l'Est comme prévu. Sous le commandement de Fritz Neidholdt, elle participe à la bataille de la Neretva (également connue sous le nom de 4e offensive anti-partisans) dans le nord de la Bosnie où, inexpérimentée dans la guérilla, elle se distingue par son extrême brutalité. Elle est ensuite impliquée dans l'opération Schwarz dans le nord du Monténégro et le sud de la Bosnie, où elle reçoit le plus grand nombre de pertes de toutes les unités engagées.
Le 1er octobre 1943, Neidholdt est promu lieutenant général. Selon l'historien britannique Ben H. Shepherd, la seule façon dont cette division se distinguait était le nombre de civils qu'elle assassinait.
Le 11 septembre 1944, sous les ordres directs de Fritz Neidholdt, la 369e division détruit les villages de Zagniezde (Zagnježđe) et Udora (près de Bjelojevići, Burmazi et Stolac), pendant tous les hommes et chassant toutes les femmes et les enfants. Début octobre 1944, il quitte son commandement.
Il est capturé le 8 mai 1945. Poursuivi comme criminel de guerre lors du quatrième procès des Procès pour crimes de guerre yougoslaves (5-16 février 1947), il est jugé avec six autres grands criminels de guerre : le generaloberst Alexander Löhr (commandant en chef du groupe d'armées Est), les generalleutnant Josef Kübler (de) et Hans Fortner, le generalmajor Adalbert Lontschar (de), l'oberst Gunther Tribukait et le SS-brigadeführer August Schmidhuber. Tous sont condamnés à mort et exécutés à la mi-janvier 1947 après le rejet des recours en grâce.